# Wiaczasłau Hierasimienka
Wiaczasłau Michajławicz Hierasimienka (biał. Вячаслаў Міхайлавіч Герасіменка, ros. Вячеслав Михайлович Герасименко, Wiaczesław Michajłowicz Gierasimienko) – białoruski dziennikarz i polityk, deputowany do Rady Najwyższej Republiki Białorusi XIII kadencji.

## Życiorys
W 1995 roku mieszkał w Petrykowie. Pracował jako kierownik działu petrykowskiej gazety rejonowej „Za Nowyja Rubiaży” (pol. Za Nowe Rubieże), był członkiem Białoruskiej Partii Chłopskiej. W drugiej turze wyborów parlamentarnych 28 maja 1995 roku został wybrany na deputowanego do Rady Najwyższej Republiki Białorusi XIII kadencji z petrykowskiego okręgu wyborczego nr 110. 9 stycznia 1996 roku został zaprzysiężony na deputowanego. Od 23 stycznia pełnił w Radzie Najwyższej funkcję przewodniczącego Stałej Komisji ds. Praw Człowieka, Kwestii Narodowościowych, Środków Masowego Przekazu, Kontaktu ze Zjednoczeniami Społecznymi i Organizacjami Religijnymi. Należał do opozycyjnej wobec prezydenta Alaksandra Łukaszenki frakcji „Działanie Obywatelskie”. 1 kwietnia został członkiem stałej delegacji Rady do Zgromadzenia Parlamentarnego OBWE. Od 3 czerwca był członkiem grupy roboczej Rady Najwyższej ds. współpracy z Bundestagiem Republiki Federalnej Niemiec. 27 listopada 1996 roku, po dokonanej przez prezydenta kontrowersyjnej i częściowo nieuznanej międzynarodowo zmianie konstytucji, nie wszedł w skład utworzonej przez niego Izby Reprezentantów Zgromadzenia Narodowego Republiki Białorusi I kadencji. Zgodnie z Konstytucją Białorusi z 1994 roku jego mandat deputowanego do Rady Najwyższej zakończył się 9 stycznia 2001 roku; kolejne wybory do tego organu jednak nigdy się nie odbyły.